# Parti de la nouvelle alya
Le Parti de la nouvelle alya (hébreu : עלייה חדשה, Aliyah Hadasha litt. Nouvelle Immigration) était un parti politique de Palestine mandataire et des débuts d'Israël.

## Histoire
Le parti fut fondé en 1942 par des immigrants en provenance d'Autriche et d'Allemagne arrivés en Palestine durant la cinquième alya. Le parti détenait 18 sièges (sur 171) dans la quatrième Asefat ha-nivharim formée en 1944, ce qui en faisant la troisième force politique derrière le Mapaï et le Front de gauche. Le journal du parti était l'Amudim (litt. Pages).
En mai 1948, le chef du parti, Pinhas Rosen devint membre du gouvernement provisoire. À la fin de l'année, le parti fusionna avec d'autres partis libéraux, y compris la branche politique de l'HaOved HaTzioni, afin de constituer le Parti progressiste.